# Kayaboyun, Şırnak
Kayaboyun là một xã thuộc thành phố Şırnak, tỉnh Şırnak, Thổ Nhĩ Kỳ. Dân số thời điểm năm 2011 là 1.158 người.